# Валенбергия славная
Валенбергия славная, или Королевский колокольчик (лат. Wahlenbergia gloriosa) — вид многолетних травянистых растений из рода Валенбергия семейства Астровые. 
Произрастает на юго-востоке Австралии. 
Название вида переводится с латинского как «превосходный» или «великолепный», что отражает красивый внешний вид растения и его лёгкое культивирование.

## Ботаническое описание
Валенбергия славная — многолетнее травянистое растение до 10 см высотой.
Стебель тонкий, распростёртый.
Листья тёмно-зелёные, очерёдные, овально—продолговатые, с волнистыми и слегка рассечёнными краями, до 2,5 см длиной, собраны в розетки.
Цветки пятилепестковые, колокольчатые, одиночные, до 3 см в диаметре. Цвет лепестков — от светло—голубого в центре до глубокого (королевского) синего по краям.

## Распространение и экология
Вид произрастает в подальпийской лесистой местности на юго—востоке Нового Южного Уэльса, в штате Виктория и в Австралийской Столичной Территории.

## Агротехника
Цветение начинается в октябре и часто длится до марта.
Температура: летом 18-24°С, зимой не ниже 12 °C.
Освещение: яркий рассеянный свет.
Полив: во время роста и цветения обильный, летом немного сокращают.

## Культура и искусство
26 мая 1982 года министр Столичной Территории Майкл Хогман объявил Королевский Колокольчик эмблемой Австралийской Столичной Территории.